# Who’s That Girl? (Eve-Lied)
Who’s That Girl? ist ein im Juni 2001 veröffentlichtes Lied der US-amerikanischen Rapperin Eve. Es erschien als erste Single ihres zweiten Musikalbums Scorpion.

## Kommerzieller Erfolg

### Chartplatzierungen
In den Vereinigten Staaten war die Single nur ein mäßiger Erfolg und erreichte Platz 47 in den Billboard Hot 100. Im Vereinigten Königreich wurde die Single ein Erfolg und erreichte Platz 6 der Singlecharts.
| ChartsChartplatzierungen       | Höchstplatzierung | Wochen |
| ------------------------------ | ----------------- | ------ |
| Deutschland (GfK)              | 21 (13 Wo.)       | 13     |
| Schweiz (IFPI)                 | 8 (27 Wo.)        | 27     |
| Vereinigte Staaten (Billboard) | 47 (18 Wo.)       | 18     |
| Vereinigtes Königreich (OCC)   | 6 (10 Wo.)        | 10     |

| ChartsJahrescharts (2001) | Platzierung |
| ------------------------- | ----------- |
| Schweiz (IFPI)            | 40          |

### Auszeichnungen für Musikverkäufe
| Land/Region                  | Auszeichnungen für Musikverkäufe (Land/Region, Auszeichnung, Verkäufe) | Verkäufe |
| ---------------------------- | ---------------------------------------------------------------------- | -------- |
| Vereinigtes Königreich (BPI) | Gold                                                                   | 400.000  |
| Insgesamt                    | 1× Gold ·                                                              | 400.000  |

## Guy Sebastian-Version
2010 erreichte die Duettversion mit dem australischen Sänger Guy Sebastian Platz eins der australischen Charts.
Chartplatzierungen
| ChartsChartplatzierungen | Höchstplatzierung | Wochen |
| ------------------------ | ----------------- | ------ |
| Australien (ARIA)        | 1 (19 Wo.)        | 19     |

| ChartsJahrescharts (2011) | Platzierung |
| ------------------------- | ----------- |
| Australien (ARIA)         | 47          |

Auszeichnungen für Musikverkäufe

| Land/Region       | Auszeichnungen für Musikverkäufe (Land/Region, Auszeichnung, Verkäufe) | Verkäufe |
| ----------------- | ---------------------------------------------------------------------- | -------- |
| Australien (ARIA) | 7× Platin                                                              | 490.000  |
| Neuseeland (RMNZ) | Platin                                                                 | 15.000   |
| Insgesamt         | 8× Platin ·                                                            | 505.000  |